# Vigna clarkei
Vigna clarkei är en ärtväxtart som beskrevs av David Prain. Vigna clarkei ingår i släktet vignabönor, och familjen ärtväxter. Inga underarter finns listade i Catalogue of Life.